# Herby (szczyt)
Herby (668 m n.p.m.) – szczyt w Beskidzie Wyspowym znajdujący się w bocznym, południowym ramieniu Klończyka, administracyjnie w miejscowości Czarny Potok w województwie małopolskim, w powiecie nowosądeckim, w gminie Łącko. Jest to niewysokie, dość rozległe, kilkuwierzchołkowe wzniesienie. Najwyższy jest wierzchołek północny. Na południowo-wschodnim wierzchołku 664 m jest punkt pomiarowy.
Wzniesienie jest niemal w całości porośnięte lasem o nazwie Czarny Las. Wypływa z niego kilka potoków: jeden z dopływów Czarnego Potoku oraz potoki Lichnia i Leszcz.